# Chef's Table
Chef's Table és la segona sèrie documental de Netflix. Cada episodi presenta un xef professional. El creador David Gelb la considera una continuació del documental Jiro Dreams of Sushi.

## Llista d'episodis
| Volum 1         |                   |                                                                      |
| Episodi         | Xef               | Restaurant                                                           |
| 1               | Massimo Bottura   | Osteria Francescana Mòdena, Itàlia                                   |
| 2               | Dan Barber        | Blue Hill Restaurant al Stone Barns Nova York, EUA                   |
| 3               | Francis Mallmann  | Patagonia Sur Buenos Aires, Argentina                                |
| 4               | Niki Nakayama     | n/naka Los Angeles, EUA                                              |
| 5               | Ben Shewry        | Attica Melbourne, Austràlia                                          |
| 6               | Magnus Nilsson    | Fäviken Järpen, Suècia                                               |
| Volum 2         |                   |                                                                      |
| 1               | Grant Achatz      | Alinea Chicago, EUA                                                  |
| 2               | Alex Atala        | D. O. M. São Paulo, Brasil                                           |
| 3               | Dominique Crenn   | Atelier Crenn San Francisco, EUA                                     |
| 4               | Enrique Olvera    | Pujol Ciutat de Mèxic, Mèxic                                         |
| 5               | Ana Roš           | Hiša Franko Kobarid, Eslòvenia                                       |
| 6               | Gaggan Anand      | Gaggan Bangkok, Tailàndia                                            |
| Volum 3         |                   |                                                                      |
| 1               | Jeong Kwan        | Chunjinam Hermitage al Baekyangsa Comtat de Jangseong, Corea del Sud |
| 2               | Vladimir Mukhin   | White Rabbit Moscou, Rússia                                          |
| 3               | Nancy Silverton   | Mozza Los Angeles, EUA                                               |
| 4               | Ivan Orkin        | Ivan Ramen Tòquio, Japó tancat Nova York, EUA                        |
| 5               | Tim Raue          | Restaurant Tim Raue Berlín, Alemanya                                 |
| 6               | Virgilio Martínez | Central Lima, Perú                                                   |
| Volum 4: Pastry |                   |                                                                      |
| 1               | Christina Tosi    | Milk Bar Nova York, EUA                                              |
| 2               | Corrado Assenza   | Caffè Sicilia Noto, Itàlia                                           |
| 3               | Jordi Roca        | El Celler de Can Roca Girona, Catalunya                              |
| 4               | Will Goldfarb     | Room 4 Dessert Ubud, Indonèsia                                       |
| Volum 5         |                   |                                                                      |
| 1               | Cristina Martinez | South Philly Barbacoa Filadèlfia, EUA                                |
| 2               | Musa Dağdeviren   | Çiya Istanbul, Túrquia                                               |
| 3               | Bo Songvisava     | Bo.lan Bangkok, Tailàndia                                            |
| 4               | Albert Adrià      | Tickets Barcelona, Catalunya                                         |
| Volum 6         |                   |                                                                      |
| 1               | Mashama Bailey    | The Grey Savannah, Geòrgia, EUA                                      |
| 2               | Dario Cecchini    | Solociccia Panzano, Toscana, Itàlia                                  |
| 3               | Asma Khan         | Darjeeling Express Londres, Regne Unit                               |
| 4               | Sean Brock        | Husk Charleston, Carolina del Sud, EUA                               |